# Cathédrale Christ Church d'Ottawa
Pour les articles homonymes, voir Cathédrale Christ Church.
 (janvier 2025).
La cathédrale Christ Church d'Ottawa est la cathédrale anglicane d'Ottawa en Ontario au Canada. Elle est située au 414, rue Sparks dans le nord-ouest du centre-ville au sommet d'un promontoire surplombant la rivière des Outaouais. Elle fait partie du diocèse anglican d'Ottawa au sein de la province ecclésiastique de l'Ontario (en) de l'Église anglicane du Canada.

## Galerie

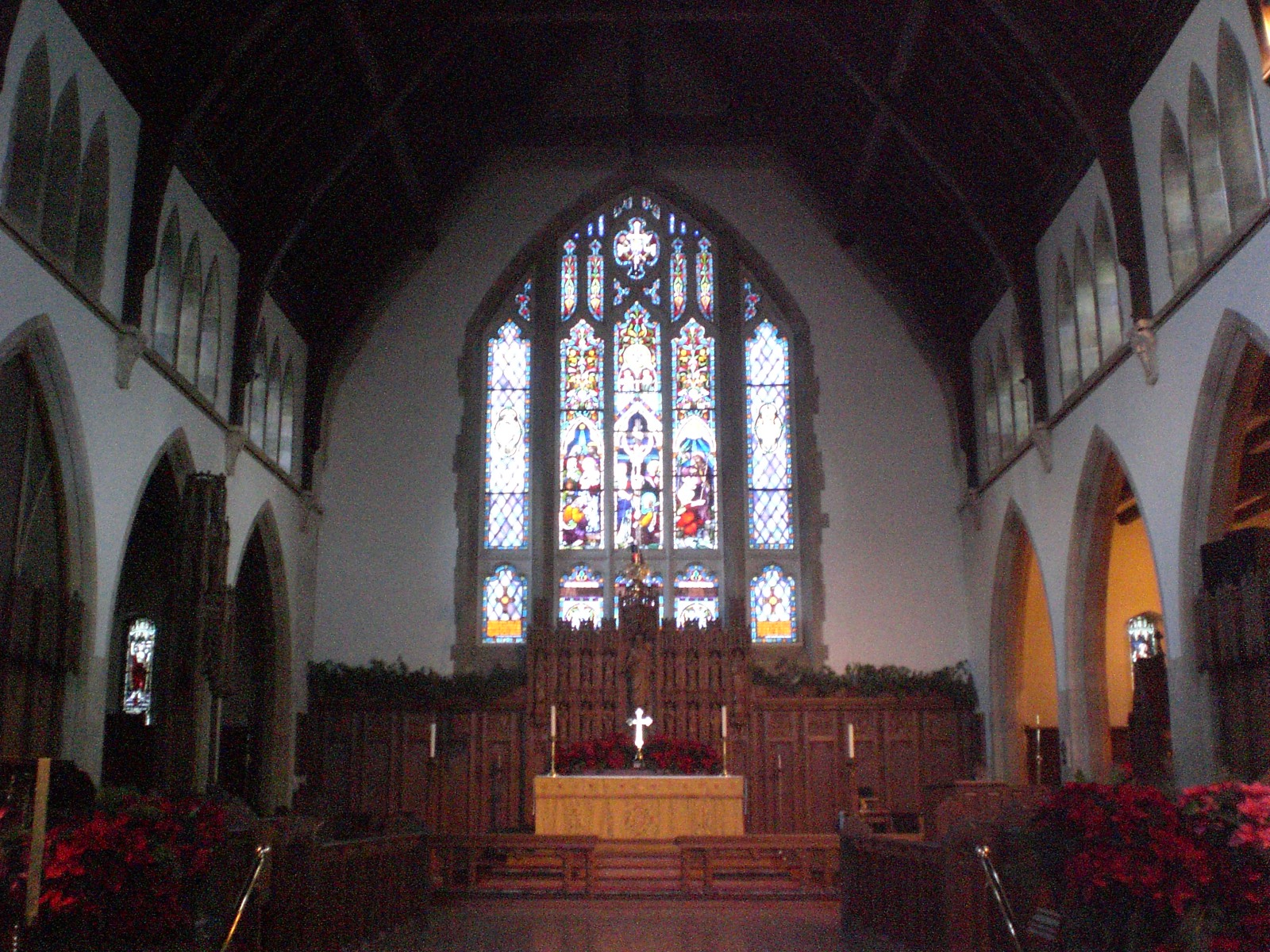
Intérieur de la cathédrale
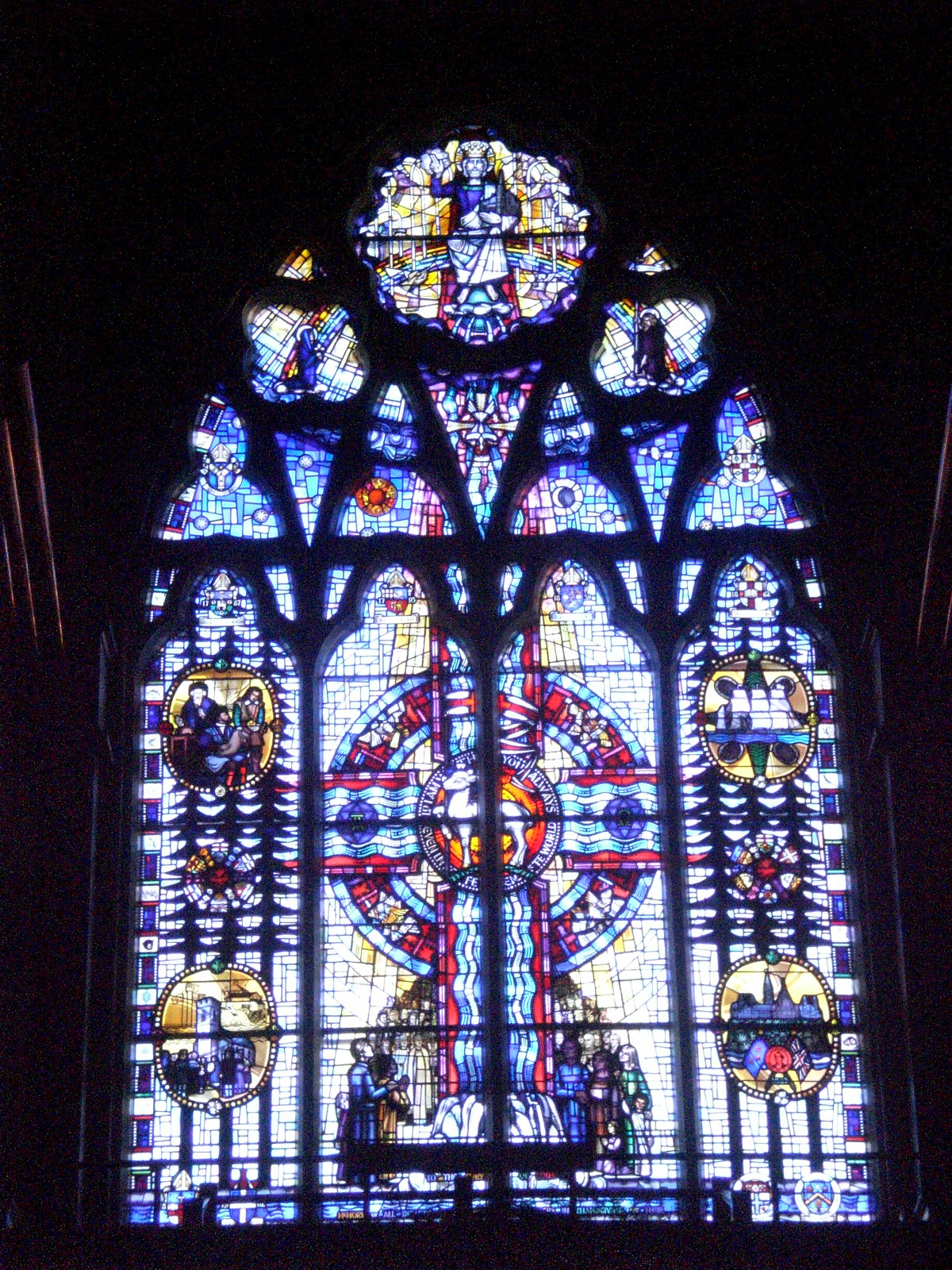
Fenêtre du derrière de la cathédrale